# Synagoga Abrama Rapaporta w Łodzi
Synagoga Abrama Rapaporta w Łodzi – prywatny dom modlitwy znajdujący się w Łodzi, przy ulicy Benedykta 28.
Synagoga została zbudowana w 1908 roku z inicjatywy Abrama Szmula Rapaporta. Mogła ona pomieścić 26 osób. Podczas II wojny światowej hitlerowcy zdewastowali synagogę.